# Paweł Derlatka
Paweł Damian Derlatka (ur. 1968) – polski ginekolog, doktor habilitowany nauk medycznych.

## Życiorys
W 1994 r. ukończył studia w Akademii Medycznej w Warszawie, w 2000 r. obronił pracę doktorską, w 2017 r. otrzymał stopień doktora habilitowanego. Pracuje na Warszawskim Uniwersytecie Medycznym.